# Alamada
Alamada ist eine philippinische Stadtgemeinde in der Provinz Cotabato. 

## Geografie
Alamada grenzt an die Provinz Lanao del Sur im Norden, an die Stadtgemeinden Libungan im Süden, Banisilan im Osten, sowie Pigcawayan und Buldon in der Provinz Maguindanao im Westen. Alamada liegt etwa 20 km von Libungan, von wo aus die Stadtgemeinde über Straßen zu erreichen ist. Die Provinzhauptstadt Kidapawan City liegt etwa 100 km und Cotabato City 74 km entfernt.
Das Gebiet ist im Allgemeinen hügelig und gebirgig und liegt 500 bis 2815 m über dem Meeresspiegel. Der größte Fluss, der die Stadtgemeinde durchfließt, ist der Libungan.
Alamada liegt außerhalb der Taifunzone und gehört zum Klimatyp IV des Corononasystems der philippinischen Klimaklassifizierung mit über das Jahr hinweg nahezu gleich verteilten Niederschlägen. Ausnahmen sind die trockensten Monate Mai und September. Die durchschnittlichen monatlichen Niederschlagsmengen liegen zwischen 127 mm und 1154 mm.

### Baranggays
Alamada ist politisch in 17 Baranggays unterteilt.
| - Bao - Barangiran - Camansi - Dado - Guiling - Kitacubong (Pob.) - Macabasa - Malitubog - Mapurok | - Pacao - Paruayan - Polayagan - Pigcawaran - Rangayen - Lower Dado - Mirasol - Raradangan |

## Geschichte
Die Geschichte der heutigen Stadtgemeinde Alamada reicht in die Zeit der Kolonialisierung der Cotabato-Halbinsel durch die Spanier zurück. Der Ort wurde 1595 als ziemlich ärmliche ländliche Gemeinschaft gegründet.  
Vor der Gründung der Stadtgemeinde war dieses Gebiet Teil eines Pilotprojekts zur Ansiedlung von Landlosen („Land for the Landless“), das von Präsident Ramon Magsaysay initiiert wurde um ehemalige Angehörige der Hukbalahap anzusiedeln. Dieses Projekt wurde von der Philippinischen Armee umgesetzt.
Am 1. Januar 1954 wurde dieses Gebiet durch eine Generalanordnung der philippinischen Armee Genio Edcor benannt. Vom 1. Januar 1954 bis zum 6. August 1961 war Genio Edcor eine politische Untereinheit der Stadtgemeinde Midsayap. Mit der Gründung der Stadtgemeinde Libungan am 7. August 1961, das bis dahin ein Teil Midsayaps war, wurde Genio Edcor ein Baranggay der neu gegründeten Stadtgemeinde. Mitte der 1960er Jahre startete eine Initiative einiger Einwohner Genio Edcor mit dem Ziel der Bildung einer selbstständigen Stadtgemeinde.
Die Stadtgemeinde wurde nach Verabschiedung des Republic Act Nr. 5645 durch den Senat am 20. Mai 1969 und durch das Repräsentantenhaus am 22. Mai 1969 gegründet. Der Name geht auf den lokalen Herrscher Datu Amaybulyok Alamada zurück. 